# 白化岭
白化岭（1928年—），男，山东单县人，中华人民共和国政治人物，曾任中共天津市委城市建设工作委员会书记，天津市人大常委会副主任。